# La Vie la nuit
Singles de Début de soirée
Nuit de folie
(1988) Jardins d'enfants
(1989)
La Vie la nuit est une chanson duo français Début de soirée, parue sur leur premier album Jardins d'enfants et sortie en décembre 1988 en tant que deuxième extrait de l'album. Elle est écrite par William Picard sur une musique de Claude Mainguy et Guy Mattéoni.
La chanson devient le deuxième succès du groupe, se classant à la deuxième place en France.

## Composition
La musique de La Vie la nuit est décrite comme « typique de l'ère synth-pop des années 1980 ». Avant le dernier refrain, la chanson utilise un échantillon de l'introduction de Nuit de folie, le précédent single de Début de soirée.

## Réception

### Accueil critique
Une critique parue dans le magazine paneuropéen Music & Media présente La Vie la nuit comme une chanson « pop sans complication, sans prétention, insouciante, dans un cadre joyeux et disco. Elle vise directement le cœur des hit-parades ».

### Accueil commercial
En France, le 24 décembre 1988, La Vie la nuit entre dans le Top 50 à la 11e place et arrive à la deuxième place en y restant pendant six semaines non consécutives, ne parvenant pas à détrôner d'abord High de David Hallyday, puis la chanson caritative Pour toi Arménie. Il s'est classé 21 semaines au total dans le Top 50 et a obtenu la certification disque d'or du Syndicat national de l'édition phonographique pour plus de 500 000 exemplaires vendus,.
En Belgique, il atteint la troisième place du classement national de la SABAM et l'IFPI et s'est classé dans le top 40 flamand pendant 6 semaines. Dans l'Eurochart Hot 100, il débute à la 43e place le 14 janvier 1989, atteint la 9e place à deux reprises, lors de ses quatrième et huitième semaines. La Vie la nuit disparaît du classement après 19 semaines de présence dans le classement, dont 11 parmi les 20 premières places.

## Liste des titres
| A. | La Vie la nuit | 4:10 |
| B. | Week-end Dance | 3:38 |

| 1. | La Vie la nuit (Extended Remix)    | 7:30 |
| 2. | La Vie la nuit (French Remix Club) | 3:15 |
| 3. | La Vie la nuit (Radio Version)     | 3:50 |

## Crédits
- William Picard – écriture
- Claude Mainguy – écriture
- Guy Mattéoni – écriture, arrangements
- Sacha Pichot – direction artistique
- Patrick Regout – illustration
- Didier Olivré – photographie
- Pete Hammond – remix
- Bel Air Studio – production, réalisation

## Classements et certifications
| Classement (1988–1989)                 | Meilleure position |
| -------------------------------------- | ------------------ |
| Belgique (Flandre Ultratop 50 Singles) | 32                 |
| Belgique (SABAM)                       | 3                  |
| Europe (Eurochart Hot 100)             | 9                  |
| France (SNEP)                          | 2                  |
| Québec (Palmarès francophone)          | 19                 |

| Classement (1988) | Position |
| ----------------- | -------- |
| France (SNEP)     | 8        |

| Classement (1989)          | Position |
| -------------------------- | -------- |
| Europe (Eurochart Hot 100) | 49       |

### Certification
| Pays                                                             | Certification | Ventes certifiées |
| ---------------------------------------------------------------- | ------------- | ----------------- |
| France (SNEP)                                                    | Or            | 500 000*          |
| *Ventes selon la certification xNon précisé par la certification |               |                   |